# Serge Schoonbroodt
Serge Schoonbroodt né à Eupen en avril 1971 est un organiste et chanteur belge.
Il a obtenu un Premier Prix d'orgue au Conservatoire royal de Bruxelles dans la classe de son père Hubert Schoonbroodt ancien professeur d'orgue aux conservatoires de Liège et de Bruxelles. Depuis une dizaine d'années il donne des concerts à travers le monde. Il a également enregistré des disques fort remarqués pour de grands labels tels Aeolus ou encore la collection "Tempéraments" de Radio France. On lui doit aussi la renaissance du Grand Livre de Chœur de l'ancienne cathédrale Saint Lambert de Liège (collection Ricercar du CNRS de Tours). Serge Schoonbroodt est le fondateur et ex-directeur du Festival international de musique d'Arequipa au Pérou. Il y est aussi responsable d'un programme de restauration des orgues.

## Discographie partielle
En mai 2008 Schoonbroodt a enregistré son 20e disque, avec des œuvres de Bach, Bruhns, Buxtehude et Tunder.
- André Raison, Livre d'orgue - Collection Tempéraments de Radio France (OCLC 909620637);
- Lambert Chaumont, Livre d'orgue - Collection Tempéraments de Radio France  (OCLC 406365357) ;
- Johann Caspar Ferdinand Fischer, Blumenstrauss - Collection Aeolus (OCLC 909679660).

En 2012, il lance le projet HipOrgue invitant des groupes de danseurs hip-hop à construire des chorégraphies sur de la musique d'orgue.

## référence
- http://www.lesoir.be/148790/article/actualite/regions/liege/2013-01-04/du-hip-hop-au-hiporgue